# August Reinbrecht

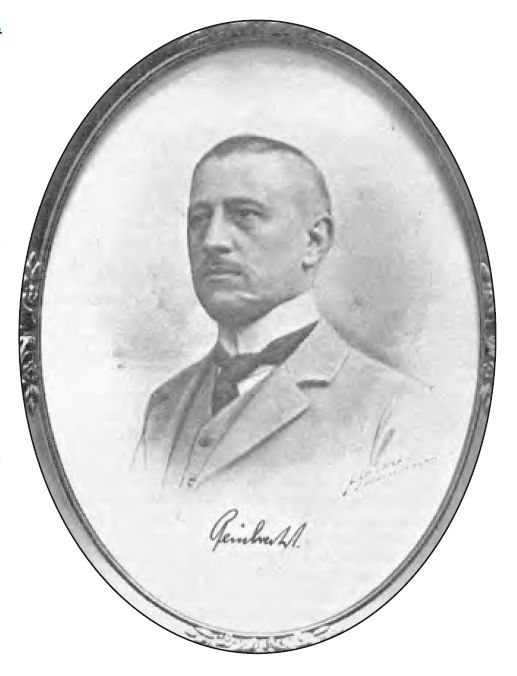
August Reinbrecht

August Reinbrecht (* 11. September 1882 in Borxleben; † 27. März 1929 in Sondershausen) war ein deutscher Jurist und Landrat sowie Verweser des Fürstentums Schwarzburg-Sondershausen. Er war zunächst kommissarischer Landrat des Landratsamtes Königsee; danach Regierungsrat im Ernährungsamt der Thüringischen Staaten in Weimar; später Landrat des Landratsamtes Frankenhausen und des Landkreises Sondershausen sowie Staatskommissar für das Loh-Orchester, das Landestheater Sondershausen und die Hochschule für Musik in Sondershausen; Vorstand der Fürst-Günther-Stiftung.

## Leben
August Reinbrecht wurde als Sohn des Rittergutsbesitzers August Reinbrecht (vollständiger Name: Carl Heinrich Friedrich August Reinbrecht) in Borxleben am 11. September 1882 ebenda geboren.
Nach der Reifeprüfung Ostern 1902 an der Oberschule in Sondershausen studierte er Rechtswissenschaften an den Universitäten in Jena, Leipzig, Gießen und wieder Jena. Als Student in Leipzig trat er dem Corps Thuringia Leipzig bei.
Nach dem Bestehen des Ersten Juristischen Staatsexamens in Jena mit der Note "gut" wurde er fürstlich schwarzburg-rudolstädtischer Referendar. Das Zweite Juristische Staatsexamen absolvierte er erfolgreich 1910 und wurde durch Fürst Günther Victor von Schwarzburg-Rudolstadt als Regierungsassessor in die Dienste des Fürstentums Schwarzburg-Rudolstadt aufgenommen.  Es folgte eine Zeit im fürstlichen Ministerium in der Residenzstadt Rudolstadt und 1914 die Ernennung zum stellvertretenden bzw. kommissarischen fürstlich schwarzburg-rudolstädtischen Landrat des Landratsamtes von Königsee. Dies blieb er bis 1918.
Nach dem Ende des Ersten Weltkrieges war er Regierungsrat im Ernährungsamt der Thüringischen Staaten in Weimar.
1919 wurde Reinbrecht Landrat des Landratsamtes Frankenhausen und lebte mit seiner Ehefrau und den Söhnen in seiner Dienstwohnung mit Nebengelass im Schloss Frankenhausen.
Im Jahr 1922 wurde er, nach der Gründung des neuen Landkreises Sondershausen aus Teilen der ehemaligen Fürstentümer von Schwarzburg-Sondershausen, Schwarzburg-Rudolstadt, Sachsen-Weimar-Eisenach und Sachsen-Coburg-Gotha, dessen Landrat mit Sitz im vormaligen Prinzenpalais in der Residenzstadt Sondershausen. Das Landratsamt des Landkreises Sondershausen übte er bis zu seinem unerwarteten und frühen Tode am 27. März 1929 aus.
Seine Grabstätte befindet sich bis heute auf dem Friedhof von Sondershausen. Sein Grabmal aus schlesischem Marmor in Form von drei Säulen – symbolhaft für die christlichen Grundtugenden Glaube, Hoffnung und Liebe – wurde von dem bekannten Sondershäuser Künstler Curt Mücke geschaffen.

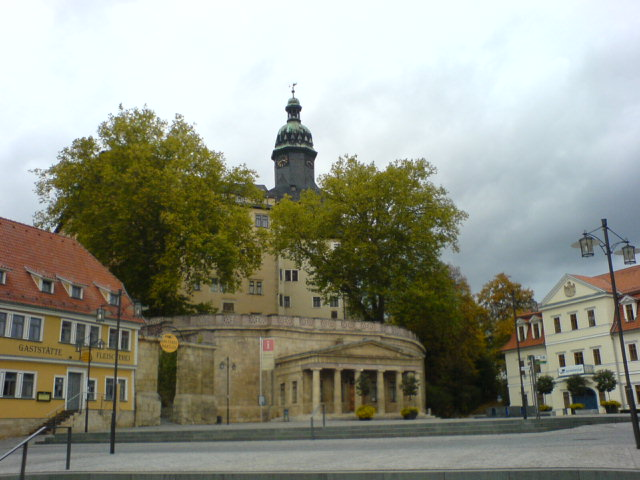
Blick vom Markt über die Alte Wache zum Schloss Sondershausen. Rechts sieht man das Amtsgebäude des Landkreises Sondershausen im vormaligen Prinzenpalais

## Ehe und Familie
Reinbrechts Ururgroßvater war der herzoglich-anhaltinische Amtsverwalter und Domänenpächter in Agnesdorf und Roßla in der Goldenen Aue, Johann Friedrich Reinbrecht (1718–1776).
Sein Urgroßvater Heinrich Wilhelm Theodor Reinbrecht(1751–1807) war Fürstlich Anhaltinisch Bernburgischer Amtmann und Amtsverwalter zu Breitungen (Südharz), sowie Admodiateur des Fürstlich Meuselbachischen Gutes zu Ichstedt und Rittersaß zu Borxleben.
Sein Großvater Johann Wilhelm Christoph Reinbrecht (1790–1861) und sein Vater Carl Heinrich Friedrich August Reinbrecht (1836–1900) waren ebenfalls Rittergutsbesitzer zu Borxleben.
August Reinbrecht war seit seiner Eheschließung am 2. September 1911 in Rudolstadt verheiratet mit Charlotte Schwartz (* 5. April 1891 in Rudolstadt). Charlotte Schwartz stammte aus der rudolstädtischen Juristenfamilie Schwartz, die über Generationen als Juristen, aber auch Theologen, am Hofe der Fürsten von Schwarzburg-Rudolstadt ebenda wirkten. Sie war die Tochter des Juristen und fürstlich schwarzburg-rudolstädtischen Geheimen Regierungsrates Hugo Schwartz, welcher für seine Verdienste vom Großherzog Friedrich Franz IV. von Mecklenburg-Schwerin das Mecklenburgische Komturkreuz des Greifenordens mit Halsband verliehen bekommen hat, und dessen Gattin Olga, geb. Thiem. Außerdem war sie eine Nachkommin des lutherischen Theologen Samuel Urlspergers.
Aus der Ehe gingen drei Söhne hervor:
- Ekke-Eberhardt, geb. 8. August 1912 in Rudolstadt,[19] verheiratet mit Waltraud, Tochter des fürstlich schwarzburg-sondershäusischen Amtmannes und Domänenpächters der Staatsdomäne Burg Straußberg in Sondershausen, Brinckmann.
- Günther, geb. 29. Januar 1914 in Rudolstadt,[20] verheiratet mit Sabine, Tochter des in Sondershausen und auf seinem Schlotheim'schen Rittergut zu Uthleben in der Goldenen Aue ansässigen Hugo Freiherrn von Schlotheim und dessen Ehefrau Erna, geb. v. Düring. Hugo von Schlotheim war sowohl über seinen Vater Freiherr Thilo v. Schlotheim als auch über seine Mutter Marie, geb. Schneidewind, ein Nachkomme des berühmten Juristen, Rektors der Universität Wittenberg und Ziehsohn Martin Luthers, Johann Schneidewinds.[21]
- Gerhardt, geb. 3. März 1916 in Rudolstadt[22]

Der Forstwissenschaftler und Historiker Ekkehard Schwartz war sein Neffe.

## Leistung
- Als kommissarischer Landrat des Landratsamtes Königsee während des Ersten Weltkrieges erwarb er sich große Verdienste bei der Versorgung der Bevölkerung mit Nahrungsmitteln.[24] Hierfür wurde ihm das Eiserne Kreuz am weiß-schwarzen Bande verliehen.[25] Auf Grund seiner Erfahrungen auf dem Gebiet der Ernährungswirtschaft wurde er nach dem Krieg als Regierungsrat in das Ernährungsamt der Thüringischen Staaten in Weimar berufen.[25]
- Als Landrat des Landratsamtes Frankenhausen gründete das Frankenhäuser Heimatmuseum im Schloss Frankenhausen sowie die Kreisbücherei Sondershausen-Frankenhausen.[26]
- Er war Vorstand der Fürst Günther Stiftung.[27] (Siehe unten im Abschnitt Fürst Günther Stiftung)
- Als Landrat des Landkreises Sondershausen formte August Reinbrecht aus den beiden ehemaligen schwarzburgischen Unterherrschaften Frankenhausen und Sondershausen erfolgreich ein einheitliches Verwaltungsgebiet.[28] Er baute die Elektrizitätsversorgung des Kreises aus, entwässerte ein ca. 6000 Morgen großes Sumpfgelände entlang der Unstrut im Osten des Landkreises und verbesserte die Wasserversorgung, wodurch auch zahlreiche Arbeitsplätze entstanden.[6]
- Als Staatskommissar war er für das damals international bekannte Loh-Orchester, das Landestheater Sondershausen und die Hochschule für Musik in Sondershausen zuständig[6] und sicherte deren Fortbestehen als wichtigste Kultureinrichtungen des vergangenen Fürstentums.
- Weiterhin war er Direktor des Thüringischen Landeskrankenhauses – welches er durch Erweiterungsbaue und neue Ausstattung modernisierte[29] – und des Landessiechenhauses in Sondershausen, Vorstandsvorsitzender der Spar- und Girokasse in Ebeleben sowie Kuratoriumsvorsitzender des Bezirkskrankenhauses in Frankenhausen, welches er ebenfalls um einen modernen Anbau erweiterte.[6] Landrat Reinbrecht war Vorsitzender des Beirates der Landwirtschaftlichen Schule Sondershausen.[30] Blick auf den Kyffhäuser, im Vordergrund Tilleda (ehemalige Kaiserpfalz)

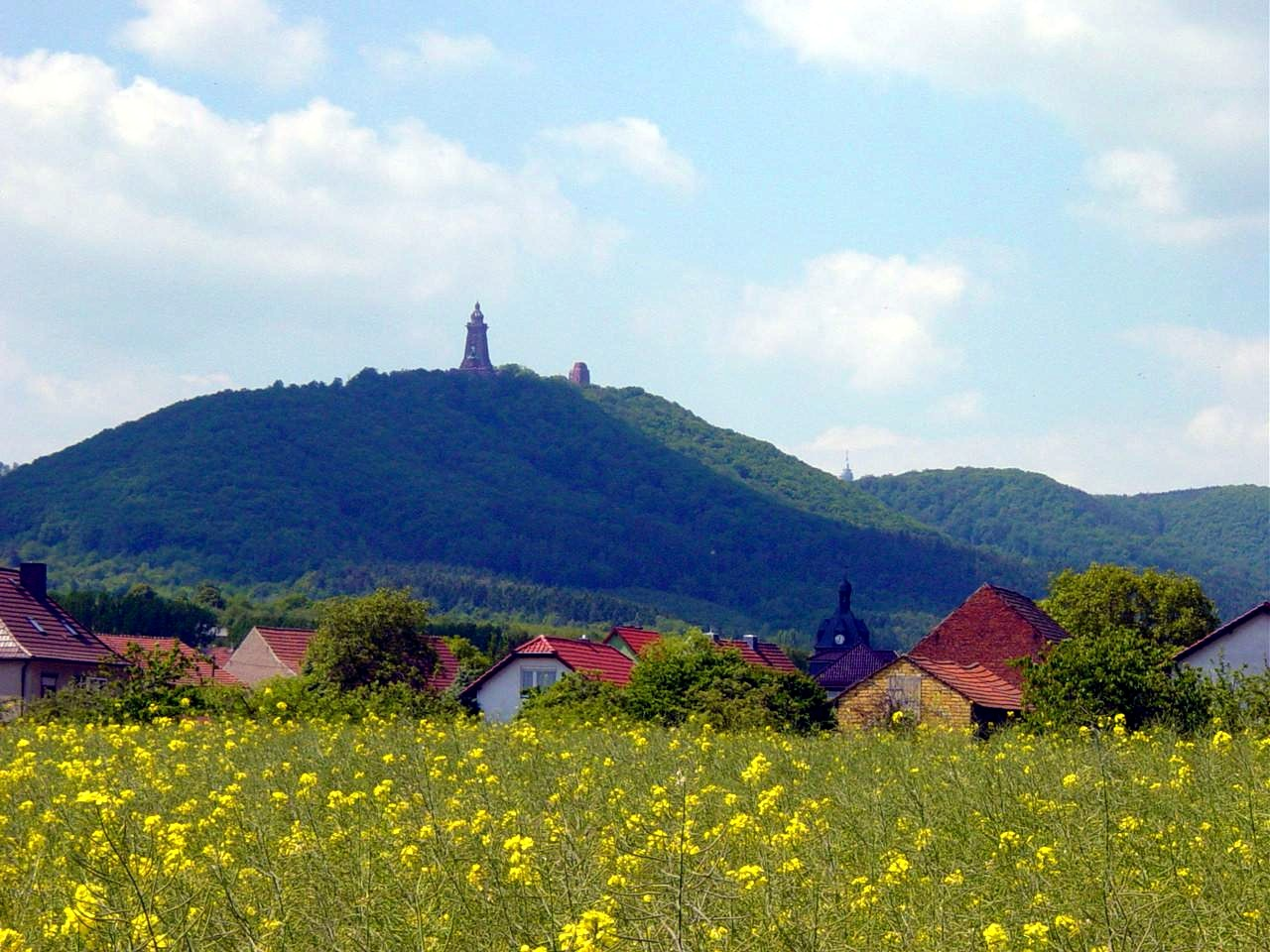
Blick auf den Kyffhäuser, im Vordergrund Tilleda (ehemalige Kaiserpfalz)

## Fürst Günther Stiftung
Seit 8. Mai 1919 war Landrat Reinbrecht Vorstand der Fürst-Günther-Stiftung. Zweck der Stiftung war:
1. die dauernde Erhaltung von Baudenkmälern aller Art und Ruinen,
2. die Erhaltung und Pflege von Naturdenkmälern und von landschaftlicher Schönheit,
3. die Pflege und Unterstützung von Kunst, Wissenschaft und Kunstgewerbes, soweit ein höheres Interesse obwaltet,
4. die Pflege und Erhaltung von Altertümern und Kunstgegenständen aller Art, sei es in öffentlichen Sammlungen, sei es im Einzelbesitz von Gemeinden, Kirchen oder anderen öffentlichen Körperschaften,
5. die Förderung der Wohlfahrtspflege.[31]

Die Fürst-Günther-Stiftung war seit 15. März 1919 u. a. Eigentümerin des Residenzschlosses Frankenhausen mit Schlossgarten und Nebengebäuden, der Domäne Frankenhausen sowie des Jagdschlosses Rathsfeld mit Gastwirtschaft.
Fürst Günther Viktor von Schwarzburg-Rudolstadt und Sondershausen behielt bis zu seinem Tod am 16. April 1925 den Nießbrauch am Schloss Rathsfeld nebst Gastwirtschaft und Nebengelass sowie das Jagdpachtrecht auf dem Kyffhäusergebirge und das Recht, einen mäßigen Rot- und Schwarzwildbestand zu halten.

## Nachruf
Auszug aus dem Nachruf der Frankenhäuser Zeitung, Nr. 74, vom 28. März 1929:

„Er ist nicht mehr, der Mann, der mit so warmen Herzen, mit so inniger Liebe und mit so unerschütterlicher Treue an seiner schwarzburg-rudolstädtischen Heimat, dem Kyffhäuserlande, seinem über Alles ans Herz gewachsenen Landkreise Sondershausen-Bad Frankenhausen hing, dessen Geschicke mit dem treuesten Mann der Heimat aufs Engste verwachsen sind, so eng, wie nur ein guter Vater mit seiner Familie verbunden sein kann. Er war ein ganzer Vater seiner kreiseingesessenen Mitbürger, ein echt deutscher Mann, ein duldsamer Christ. Wenn je ein Wort auf einen Menschen Anwendung finden darf, so ist es jenes:

‚Edel sei der Mensch, hilfreich und gut!‘

Es bezeichnet so treffend die Wesensart des verdienstvollen Heimgegangenen, dessen Sinnen und Trachten nur darauf gerichtet war, seinem Kreis zu dienen und seiner Bevölkerung zu helfen, soweit es in seiner Kraft lag. Fürwahr ein edler Charakter, ein durch Einfachheit, Liebenswürdigkeit, Hingebung und Pflichttreue im Dienste der Allgemeinheit geadelter Mensch. …

Edel in seiner Gesinnung, vornehm und schlicht, Niemandem zu nahe tretend, Niemanden verletzend. Ausgleich wirkend im Gewoge parlamentarischer Meinungsverschiedenheiten. Hilfreich gegen Jedermann, welchen Standes, welcher politischen Einstellung er auch gewesen sei. Wenn es der Landrat ermöglichen konnte, dem Bedrängten zu helfen, so war sein immer gutes Herz seine milde Hand zu spüren. Gut gegen Jedermann, sei es in den verzweigten Dienstgeschäften gegen die unermüdlichen und die treuen Helfer im Amte, oder gegen die Hilfe suchende Menschheit, die seinen guten Rat, sein reiches Wissen und Können gern in Anspruch nahmen. Immer war er der Gleiche, der Versöhnende, der Milde, der Helfende.“